# محمد عباس‌زاده
محمد عباس‌زاده (زادهٔ ۱۹ اردیبهشت ۱۳۶۹) بازیکن فوتبال اهل ایران است که در پست مهاجم  بازی می‌کند.
او سابقهٔ بازی در باشگاه‌های نساجی، پرسپولیس، راه‌آهن، سایپا، تراکتور و فولاد در لیگ برتر خلیج فارس را دارد.

## دوران باشگاهی

### صنعت ساری
محمد عباس‌زاده در سال ۱۳۹۰ به صنعت ساری پیوست و توانست در ۲۲ بازی ۶ گل به ثمر برساند.

### نساجی مازندران
محمد عباس‌زاده با پرداخت مبلغ ۱۵ میلیون تومان به عنوان رضایت نامه به صنعت ساری در سال ۱۳۹۱ به نساجی مازندران پیوست و در ۲۳ بازی برای نساجی مازندران ۱۸ گل به ثمر رساند و آقای گل لیگ آزادگان شد. عباس‌زاده بعد از درخشش در نساجی مازندران در ازای ۴۰۰ میلیون تومان به پرسپولیس پیوست.

### پرسپولیس تهران
محمد عباس‌زاده در سال ۱۳۹۲، در ازای پرداخت ۴۰۰ میلیون تومان به نساجی مازندران توسط پرسپولیس تهران، با عقد قراردادی ۳ ساله به پرسپولیس پیوست. که در آخر این مبلغ توسط پرسپولیس تهران به نساجی مازندران پرداخت نشد. در فصل ۹۳–۹۲ در بازی‌های آخر فصل خوش درخشید با به ثمر رساندن ۵ گل در ۶ بازی برترین گلزن پرسپولیس در این فصل لقب گرفت. وی در ۳۸ بازی ۱۲ گل برای پرسپولیس تهران به ثمر رساند و توانست جایزه پدیده لیگ سیزدهم را نصیب خود کند.

### راه‌آهن تهران
محمد عباس‌زاده در سال ۱۳۹۴، با عقد قراردادی به مدت نیم فصل به راه‌آهن پیوست و در ۸ بازی برای این تیم ۱ گل به‌ثمر رساند.

### نساجی مازندران
محمد عباس‌زاده در ۹ مرداد ۱۳۹۵ برای دومین بار به نساجی مازندران پیوست. او در اول فصل به هانی نوروزی فرزند هادی نوروزی، کاپیتان درگذشته پرسپولیس، قول داد که به یاد پدرش ۲۴ گل به‌ثمر برساند در آخر توانست ۲۴ گل در لیگ یک به‌ثمر برساند. که ۱۸ گل آن حاصل ۹ دبل او برای نساجی مازندران بود و برای دومین بار آقای گل لیگ آزادگان شد. محمد عباس‌زاده در این فصل کاپیتان نساجی بود و در نیم فصل ۹۵–۹۶ با وجود پیشنهاد چند صد میلیونی از لیگ برتر زمانی که این تیم با مشکل مالی شدید دست و پنجه نرم می‌کرد حاضر به ترک نساجی نشد.
او با گل‌هایش و عدم ترک نساجی محبوبیت خاصی میان هواداران نساجی مازندران پیدا کرد و هواداران نساجی مازندران به او لقب‌های زیادی دادند از جمله: آقای دبل، ماشین گلزنی، شاه شاهی.

### سایپا تهران
محمد عباس‌زاده در سال ۱۳۹۶ با عقد قراردادی یک‌ساله به سایپا تهران پیوست و توانست در ۱۴ بازی برای سایپا ۶ گل به ثمر برساند و در حالی‌که که طبق نظر کارشناسان سومین بازیکن برتر لیگ بود، برای کمک به شکستن طلسم ۲۴ ساله نساجی درخواست جدایی از این تیم را داد.

### نساجی مازندران
محمد عباس‌زاده در ۱۷ دی ۱۳۹۶، در زمان تعطیلی نیم‌فصل برای تماشای بازی تیم محبوبش نساجی مازندران مقابل ایران‌جوان به قائمشهر آمد و با درخواست هوادران نساجی مازندران مواجه شد که از او خواستند به تیم شهرش برگردد و به نساجی برای صعود به لیگ برتر کمک کند. محمد نیز شب بازی نساجی مازندران با ایرانجوان بوشهر با انتشار پستی، از علی دایی، سرمربی وقت سایپا، درخواست کرد که با پیوستن او به نساجی مازندران موافقت کند و رضایت‌نامه‌اش را برای کمک به صعود نساجی به لیگ برتر صادر کند.
دل نوشته‌ای خطاب به شهریار ایران زمین
شهریارا

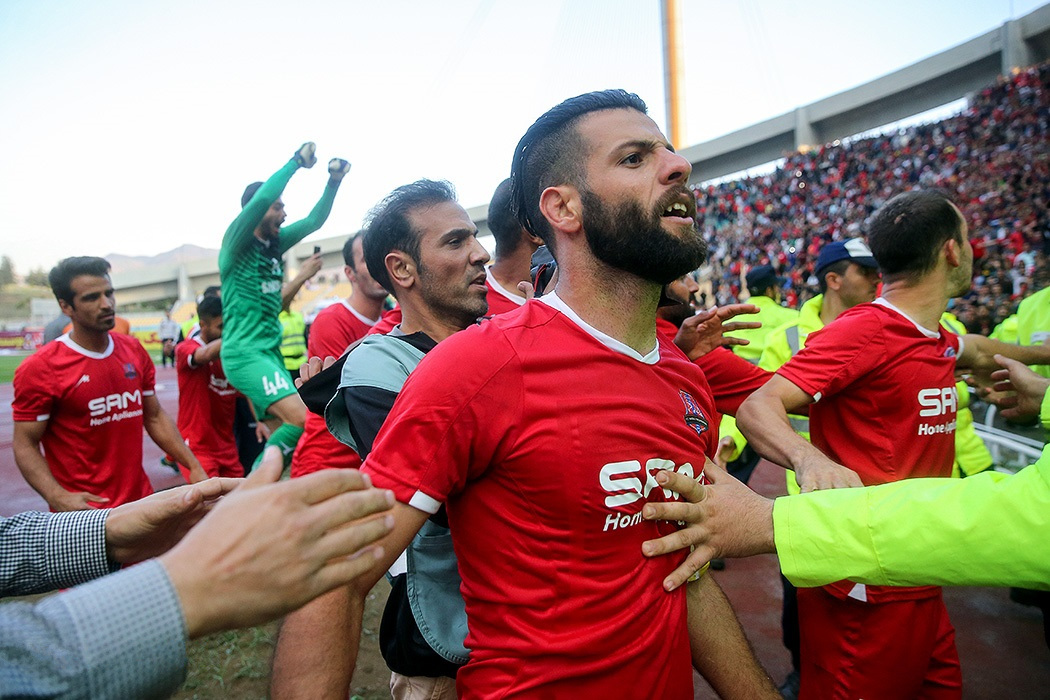
محمد عباس‌زاده در روز صعود نساجی مازندران به لیگ برتر

تمام دل مشغولی این روزهایم خلاصه شده است در دو چیز: خانواده و نساجی
این روزها خانواده ام به من نیاز مبرم دارند، شاید بیشتر از روزهای قبل.
استاد می‌دانم می‌دانید دقیقاً خانه من در قلب وطنیست، خانواده من همان مردمان نساجی چی شهر خسته اند، مردمانی که دیروز به مانند همیشه شرمنده محبتشان شدم و دستانم خالی بود برای جبران محبتشان و هر چه بود قلبی بود که با صدای تک تکشان محکمتر تپید و چشمی که اشک در مقابل این همه احساسات در آن خانه کرد.
دیروز با خود اندیشیدم کاش می‌شد جبران محبت پینه دستان عاشق کنم. شاید بیجا نباشد بگویم با تمام وجود عشقشان به نساجی را درک می‌کنم چرا که درس عاشقی ام را از آنها یادگرفته ام دقیقاً در کلاس درس استادیوم وطنی
شهریار ایران زمین شما تنها الگوی ورزشی من بوده‌اید و هستید.
همیشه سعی کرده‌ام ادامه دهنده راه ورزشی و اخلاقی شما باشم، و به مانند شما به مردم شهرم خدمت کنم.
شهریار عاجزانه تقاضایی دارم و آن هم این است که اجازه دهید که به دیارم برگردم تا بتوانم وسیله ای باشم برای بازگرداندن نساجی کبیر به لیگ برتر و خدمتگذارش شوم.
بگذارید برگردم تا شکننده طلسم ۲۴ ساله شوم. این مردم امروز به من نیاز دارند و شاید امروز همان روزی باشد که باید جبران محبت کنم.
درست است برایم سخت است که از شما و لیگ برتر دل کنم چرا که شما همیشه در شرایط سخت مثل برادری دلسوز پشتم بوده‌اید.
و سخت است از روزهای خوب فوتبالی ام دست بکشم اما در این برهه زمانی سخت‌تر از این‌ها غم خانه کرده در قلب مردمم و حسرت خانه کرده دوری از لیگ برتر در چشمشان است.— متن درخواست محمد عباس‌زاده از شهریار فوتبال ایران

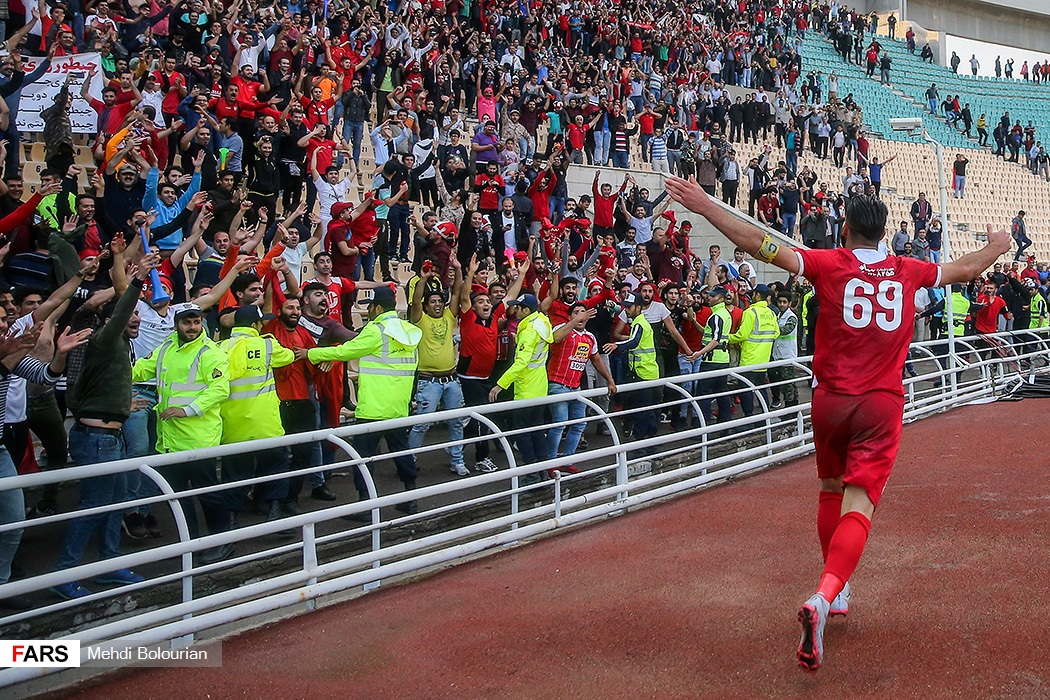
محمد عباس‌زاده در حال تقسیم خوشحالی خود با هواداران نساجی

این امر ابتدا با مخالفت علی دایی مواجه شد اما با اصرار عباس‌زاده و هواداران نساجی مازندران سر انجام در تاریخ ۲۵ دی ۱۳۹۶، علی دایی موافقت کرد که محمد عباس‌زاده به نساجی بپیوندد.
محمد عباس‌زاده توانست در اولین بازی خود برای نساجی مازندران مقابل آلومینیوم اراک تنها بعد از ۱۴ دقیقه با ضربه‌ای قیچی برگردان تک گل ۳ امتیازی نساجی را بزند.
عباس‌زاده بعد از این بازی در ۱۴ مسابقه از ۱۵ مسابقه باقی مانده برای نساجی به میدان رفت در دو بازی مقابل بادران و صبا توانست برای نساجی هتریک کند و رکورد سریع‌ترین هتریک ایران را بزند. محمد در بازی صعود نساجی مقابل راه‌آهن که منجر به صعود این تیم به لیگ برتر پس از ۲۴ سال دوری شد نیز موفق شد ۲ گل به ثمر برساند و بعد از بازی از شدت خوشحالی بیهوش شد.
محمد عباس‌زاده در مصاحبه ای با ایسنا پس از صعود نساجی مازندران عنوان کرد:
فقط می‌توانم بگویم خوشحال هستم. بعد از مدت‌ها می‌توانم یک شب راحت بخوابم.

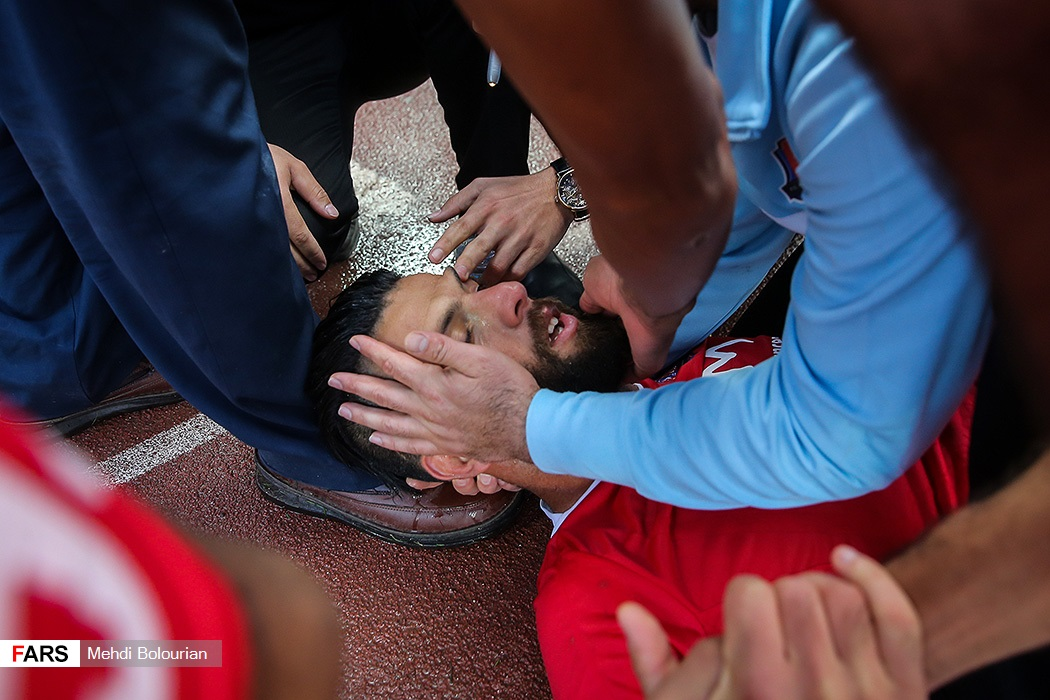
محمد عباس‌زاده بعد از بازی با راه‌آهن از شدت خوشحالی دچار افت فشار شد و به زمین افتاد

محمد عباس‌زاده در ۱۵ بازی ۱۵ گل برای نساجی مازندران به‌ثمر رساند و نقش مؤثری در صعود به لیگ برتر داشت به آرزوی کودکی خود دست یافت.
پس از صعود نساجی مازندران به لیگ برتر محمد عباس‌زاده نتوانست آن درخشش قبلی خود را در پیراهن نساجی مازندران به دلیل مصدومیت و برخی حواشی ادامه دهد و در ۳۶ بازی تنها توانست برای نساجی ۶ بار گلزنی کند. با این حال او برترین گلزن نساجی در دومین فصل حضور این تیم در لیگ برتر بود. وی به دلیل مشکلات شخصی با محمود فکری سرمربی و علی امیری مدیرعامل وقت علی‌رغم اعتراض شدید هوادارن نساجی از این تیم جدا شد.
محمد عباس‌زاده به دلیل بازگشت به نساجی مازندران از لیگ برتر برای کمک به صعود این تیم، محبوب‌ترین بازیکن نساجی نزد هواداران این تیم است و او را اسطوره خود می‌دانند و به او لقب شاه دادند.

### تراکتور
محمد عباس‌زاده در تاریخ ۲۴ آبان ۱۳۹۹، پس از کش و قوس‌های فراوان برای ماندنش در نساجی و مخالفت محمود فکری به تراکتور پیوست. عباس‌زاده با زدن ۴ گل در ۵ مسابقه مرحله گروهی لیگ قهرمانان آسیا بهترین مهاجم آسیا در این مرحله طبق نظرسنجی کنفدراسیون فوتبال آسیا AFC شد. وی در فصل ۲۱–۲۰۲۰ در لیگ برتر با زدن ۱۲ گل بعد از سجاد شهباززاده و گادوین منشأ سومین گلزن برتر لیگ شد و با گل‌هایش نقش مهمی در کسب مقام چهارمی تراکتور داشت.

## آمار باشگاهی
تا تاریخ ژوئن ۲۰۲۲
| باشگاه               | دسته                 | فصل                  | لیگ  | لیگ | جام حذفی | جام حذفی | آسیا | آسیا | سوپرجام | سوپرجام | مجموع | مجموع |
| باشگاه               | دسته                 | فصل                  | بازی | گل  | بازی     | گل       | بازی | گل   | بازی    | گل      | بازی  | گل    |
| -------------------- | -------------------- | -------------------- | ---- | --- | -------- | -------- | ---- | ---- | ------- | ------- | ----- | ----- |
| مقاومت ساری          | دسته ۲               | ۸۹–۱۳۸۸              | ۲۰   | ۹   | ۰        | ۰        | _    | _    | _       | _       | ۲۰    | ۹     |
| مجموع مقاومت ساری    | مجموع مقاومت ساری    | مجموع مقاومت ساری    | ۲۰   | ۹   | ۰        | ۰        | _    | _    | _       | _       | ۲۰    | ۹     |
| صنعت ساری            | دسته یک              | ۹۱–۱۳۹۰              | ۱۸   | ۶   | ۰        | ۰        | _    | _    | _       | _       | ۱۸    | ۶     |
| مجموع صنعت ساری      | مجموع صنعت ساری      | مجموع صنعت ساری      | ۱۸   | ۶   | ۰        | ۰        | _    | _    | _       | _       | ۱۸    | ۶     |
| نساجی مازندران       | دسته یک              | ۹۲–۱۳۹۱              | ۲۲   | ۱۸  | ۰        | ۰        | ۰    | ۰    | _       | _       | ۲۲    | ۱۸    |
| مجموع نساجی مازندران | مجموع نساجی مازندران | مجموع نساجی مازندران | ۲۲   | ۱۸  | ۰        | ۰        | ۰    | ۰    | ۰       | ۰       | ۲۲    | ۱۸    |
| پرسپولیس تهران       | لیگ برتر             | ۹۳–۱۳۹۲              | ۱۳   | ۵   | ۲        | ۱        | _    | _    | _       | _       | ۱۵    | ۶     |
| پرسپولیس تهران       | لیگ برتر             | ۹۴–۱۳۹۳              | ۱۸   | ۵   | ۱        | ۱        | _    | _    | _       | _       | ۱۹    | ۶     |
| مجموع پرسپولیس تهران | مجموع پرسپولیس تهران | مجموع پرسپولیس تهران | ۳۱   | ۱۰  | ۳        | ۲        | _    | _    | _       | _       | ۳۴    | ۱۲    |
| راه‌آهن تهران         | لیگ برتر             | ۹۵–۱۳۹۴              | ۸    | ۱   | ۰        | ۰        | ۰    | ۰    | _       | _       | ۸     | ۱     |
| مجموع راه‌آهن تهران   | مجموع راه‌آهن تهران   | مجموع راه‌آهن تهران   | ۸    | ۱   | ۰        | ۰        | ۰    | ۰    | ۰       | ۰       | ۸     | ۱     |
| نساجی مازندران       | دسته یک              | ۹۶–۱۳۹۵              | ۳۰   | ۲۴  | ۱        | ۰        | ۰    | ۰    | _       | _       | ۳۱    | ۲۴    |
| مجموع نساجی مازندران | مجموع نساجی مازندران | مجموع نساجی مازندران | ۳۰   | ۲۴  | ۱        | ۰        | ۰    | ۰    | ۰       | ۰       | ۳۱    | ۲۴    |
| سایپا تهران          | لیگ برتر             | ۹۷–۱۳۹۶              | ۱۸   | ۶   | ۱        | ۱        | ۰    | ۰    | _       | _       | ۱۹    | ۷     |
| مجموع سایپا تهران    | مجموع سایپا تهران    | مجموع سایپا تهران    | ۱۸   | ۶   | ۱        | ۱        | ۰    | ۰    | ۰       | ۰       | ۱۹    | ۷     |
| نساجی مازندران       | دسته یک              | ۹۷–۱۳۹۶              | ۱۵   | ۱۵  | ۰        | ۰        | ۰    | ۰    | _       | _       | ۱۵    | ۱۵    |
| نساجی مازندران       | لیگ برتر             | ۹۸–۱۳۹۷              | ۱۷   | ۲   | ۱        | ۰        | ۰    | ۰    | _       | _       | ۱۸    | ۲     |
| نساجی مازندران       | لیگ برتر             | ۹۹–۱۳۹۸              | ۱۸   | ۴   | ۰        | ۰        | ۰    | ۰    | _       | _       | ۱۸    | ۴     |
| مجموع نساجی مازندران | مجموع نساجی مازندران | مجموع نساجی مازندران | ۵۰   | ۲۱  | ۱        | ۰        | ۰    | ۰    | ۰       | ۰       | ۵۱    | ۲۱    |
| تراکتور              | لیگ برتر             | ۰۰–۱۳۹۹              | ۲۸   | ۱۲  | ۱        | ۰        | ۵    | ۴    | ۱       | ۰       | ۳۵    | ۱۶    |
| تراکتور              | لیگ برتر             | ۰۱–۱۴۰۰              | ۲۴   | ۸   | ۱        | ۰        | ۰    | ۰    | _       | _       | ۲۹    | ۸     |
| تراکتور              | لیگ برتر             | ۰۲–۱۴۰۱              | ۱    | ۶   | ۰        | ۰        | ۰    | ۰    | _       | _       | ۶     | ۱     |
| مجموع تراکتور        | مجموع تراکتور        | مجموع تراکتور        | ۵۲   | ۲۰  | ۲        | ۰        | ۵    | ۴    | ۱       | ۰       | ۶۴    | ۳۰    |
| مجموع آمار           | مجموع آمار           | مجموع آمار           | ۲۴۱  | ۱۱۰ | ۸        | ۳        | ۵    | ۴    | ۱       | ۰       | ۲۵۵   | ۱۱۷   |

### پاس گل
| فصل       | تیم       | پاس گل |
| --------- | --------- | ------ |
| ۲۰۱۲–۲۰۱۱ | صنعت ساری | ۲      |
| ۲۰۱۳–۲۰۱۲ | نساجی     | ۴      |
| ۲۰۱۴–۲۰۱۳ | پرسپولیس  | ۰      |
| ۲۰۱۵–۲۰۱۴ | پرسپولیس  | ۰      |
| ۲۰۱۶–۲۰۱۵ | راه‌آهن    | ۰      |
| ۲۰۱۷–۲۰۱۶ | نساجی     | ۱      |
| ۲۰۱۸–۲۰۱۷ | سایپا     | ۲      |
| ۲۰۱۸–۲۰۱۷ | نساجی     | ۲      |
| ۲۰۱۹–۲۰۱۸ | نساجی     | ۱      |
| ۲۰۲۰–۲۰۱۹ | نساجی     | ۰      |
| ۲۰۲۱–۲۰۲۰ | تراکتور   | ۰      |
| ۲۰۲۲–۲۰۲۱ | تراکتور   | ۱      |
| ۲۰۲۳–۲۰۲۲ | تراکتور   | ۰      |

## رتبه تیم‌های باشگاهی
| تیم            | فصل                 |      |
| تیم            | فصل                 | رتبه |
| -------------- | ------------------- | ---- |
| صنعت ساری      | لیگ آزادگان ۹۱–۱۳۹۰ | ۱۳   |
| نساجی مازندران | لیگ آزادگان ۹۲–۱۳۹۱ | ۸    |
| پرسپولیس       | لیگ برتر ۹۳–۱۳۹۲    | ۲    |
| پرسپولیس       | لیگ برتر ۹۴–۱۳۹۳    | ۸    |
| راه‌آهن تهران   | لیگ برتر ۹۵–۱۳۹۴    | ۱۵   |
| نساجی مازندران | لیگ آزادگان ۹۶–۱۳۹۵ | ۱۰   |
| سایپا تهران    | لیگ برتر ۹۷–۱۳۹۶    | ۵    |
| نساجی مازندران | لیگ آزادگان ۹۷–۱۳۹۶ | ۲    |
| نساجی مازندران | لیگ برتر ۹۸–۱۳۹۷    | ۱۰   |
| نساجی مازندران | لیگ برتر ۹۹–۱۳۹۸    | ۹    |
| تراکتور        | لیگ برتر ۱۴۰۰–۱۳۹۹  | ۴    |
| تراکتور        | لیگ برتر ۰۱–۱۴۰۰    | ۱۳   |
| تراکتور        | لیگ برتر ۰۲–۱۴۰۱    | ۴    |

منبع:
- نکته: محمد عباس‌زاده در فصل ۹۷–۱۳۹۶ تنها نیم فصل اول در سایپا حضور داشت و رتبه انتهای نیم فصل اول ملاک قرار گرفته است

### راهنما
| قهرمان | نایب قهرمان | سوم | صعود | سقوط | سهمیه آسیا |

## افتخارات
فردی
- بهترین گلزن دو دهه اخیر نساجی مازندران (۶۵ گل)[۷۵]
- رکورد دار آقای گلی در لیگ آزادگان (با ۲ بار آقای گلی)[۷۶]
- برترین بازیکن لیگ آزادگان در فصل ۹۶–۱۳۹۵[۷۷]
- بهترین گلزن لیگ آزادگان در فصل ۹۲–۱۳۹۱ (۱۸ گل)[۷۸]
- بهترین گلزن لیگ آزادگان در فصل ۹۶–۱۳۹۵ (۲۴ گل)[۷۹]
- سومین گلزن برتر لیگ برتر در فصل ۱۴۰۰–۱۳۹۹[۸۰]
- بهترین مهاجم آسیا در فصل ۲۰۲۰–۲۱[۸۱]
- زننده بهترین گل لیگ قهرمانان آسیا در فصل ۲۰۲۰–۲۱[۸۲]
- بهترین مهاجم هفته ششم لیگ قهرمانان آسیا در فصل ۲۰۲۰–۲۱[۸۳]
- بهترین گلزن نساجی مازندران در فصل ۹۲–۱۳۹۱ (۱۸ گل)[۶]
- بهترین گلزن نساجی مازندران در فصل ۹۶–۱۳۹۵ (۲۴ گل)[۸۴]
- بهترین گلزن نساجی مازندران در فصل ۹۷–۱۳۹۶ (۱۵ گل)[۸۴]
- بهترین گلزن نساجی مازندران در فصل ۹۹–۱۳۹۸ (۴ گل)[۸۴]
- بهترین گلزن پرسپولیس تهران در فصل ۹۳–۱۳۹۲ (۷ گل)[۸۵]
- بهترین گلزن سایپا تهران در فصل ۹۷–۱۳۹۶ (۷ گل)[۸۶]
- بهترین گلزن تراکتور در فصل ۱۴۰۰–۱۳۹۹ (۱۶ گل)[۸۷]
- بهترین گلزن تراکتور در فصل ۰۱–۱۴۰۰ (۸ گل)[۸۷]
- کسب عنوان بازیکن پدیده لیگ برتر فوتبال ایران در فصل ۹۲–۹۳[۸۸]
- بیشترین دبل در یک فصل فوتبال ایران در فصل ۹۵–۹۶ (۹ دبل در ۳۰ بازی)[۲۰][۱۶]
- بهترین گلزن تاریخ باشگاهی فوتبال ایران از لحاظ نرخ گلزنی در هر بازی (با زدن بیش از ۵۰ گل)[۸۹]
- سریع‌ترین هت تریک تاریخ باشگاهی ایران (با زدن ۳ گل در ۶ دقیقه در بازی نساجی مازندران با صبای قم)[۹۰]
- دومین خرید برتر لیگ برتر در فصل ۱۴۰۰–۱۳۹۹[۹۱]
- بهترین بازیکن تراکتور در فصل ۱۴۰۰–۱۳۹۹[۹۲]
- چهارمین مهاجم برتر لیگ برتر در فصل ۱۴۰۰–۱۳۹۹[۹۳]
- بهترین بازیکن هفته بیست و ششم لیگ برتر در فصل ۰۱–۱۴۰۰[۹۴]
- دومین بازیکن برتر تراکتور در فصل ۰۱–۱۴۰۰[۹۵]
- بیشترین تعداد گل رده در یک فصل لیگ آزاداگان (۲۴ گل)[۹۶]
- بهترین بازیکن هفته نهم لیگ برتر در فصل ۰۲–۱۴۰۱[۹۷]
- تنها بازیکن فوتبال ایران که نمره ۱۰ از ۱۰ را در یک بازی کسب کرده[۹۸]

نکته: محمد عباس‌زاده در فصل ۹۷–۱۳۹۶ نیم فصل اول در سایپا و نیم فصل دوم در نساجی مازندران بازی کرد.
باشگاهی
- نایب قهرمانی در لیگ برتر به همراه پرسپولیس ۹۲–۹۳[۹۹]
- نائب قهرمانی در لیگ یک و صعود به لیگ برتر به همراه نساجی مازندران ۹۶–۹۷[۱۰۰][۱۰۱]

## شعار مختص او
- شاه شاهی دادا عشق خدایی دادا

شماره ۳۳ تو پادشاهی دادا
- ممد کجایی؟ بیا ببین نساجی چی شده هوایی

میخوام اینو بدونی تو قلب مایی
گل بزن تو گل بزن تو شاه شاهی

## حواشی

### شکایتنساجیازپرسپولیس
در سال ۹۲ بعد از آقای گلی در لیگ یک و درخشش در لباس نساجی مازندران، با پیشنهادی از پرسپولیس مواجه شد. مدیران نساجی و پرسپولیس طی توافقاتی که با یکدیگر انجام دادند، مقرر شد که محمد در ازای مبلغ ۴۰۰ میلیون تومان به پرسپولیس بپیوندد. از این ۴۰۰ میلیون، ۵۰ میلیون تومان به صورت نقدی توسط پرسپولیس پرداخت شد و ۱۰۰ میلیون دیگر به ازای تأمین البسه یک فصل تیم‌های بزرگسالان و پایه نساجی مازندران پرداخت شد و ۲ میلیون نیز چک در وجه باشگاه فرهنگی ورزشی نساجی مازندران صادر شد که پاس نشد و نساجی چک را به اجرا درآورد. کمیته انضباطی نیز در رأیی جنجالی تا پرداخت مبلغ مورد نظر توسط پرسپولیس محمد عباس‌زاده را از حضور در میادین محروم کرد.

### اختلاف بامحمود فکری
محمد عباس‌زاده در سال ۹۶ در بازی نساجی مازندران با نفت تهران در دقیقه ۸۰ توسط محمود فکری تعویض شد که به این تعویض اعتراض کرد و فکری او را در اختیار کمیته انضباطی باشگاه قرار دادو از حضور در تمرینات منع کرد. سرانجام با کش و قوس فراوان و درخواست و وساطتت هواداران نساجی و حضور عباس‌زاده در منزل فکری عذرخواهی کردن از او کدورت بین این دو نفر رفع شد. و محمد در اولین بازی بعد از بازگشتش در مقابل فولاد یزد توانست دبلی دیگر را به ثبت برساند

## خارج از فوتبال

### بازیگری در سینما
عباس‌زاده در سال ۱۳۹۳، بعد از محرومیتش از فوتبال به دلیل شکایت نساجی از پرسپولیس با پیشنهاد سحر قریشی در فیلم بگذارید میترا بخوابد بازی کوتاهی را در نقش پدر همسر سحر قریشی انجام داد.
 او در مصاحبه‌ای گفت که قصد ادامه بازیگری را ندارد و فقط برای عوض شدن روحیه‌اش در این فیلم بازی کرد.

### سیل مازندران
محمد عباس‌زاده در جریان سیل مازندران و گلستان در نوروز ۱۳۹۸ به یاری مردم شهرش قائم‌شهر و روستایش ملاکلا شتافت.